# Ulica Szarych Szeregów w Katowicach
Ulica Szarych Szeregów w Katowicach – ulica w Katowicach, przebiegająca przez dwie dzielnice: Kostuchna i Murcki. Rozpoczyna swój bieg przy skrzyżowaniu z ulicą Armii Krajowej, następnie krzyżuje się między innymi z ulicami: Franciszka Zabłockiego, Wandy Jordan-Łowińskiej, Tadeusza Boya-Żeleńskiego, Wincentego Ogrodzińskiego czy Bolesława Surówki, a kończy swój bieg przy skrzyżowaniu z ulicą Tartaczną i ulicą Pawła Kołodzieja w Murckach.

## Opis

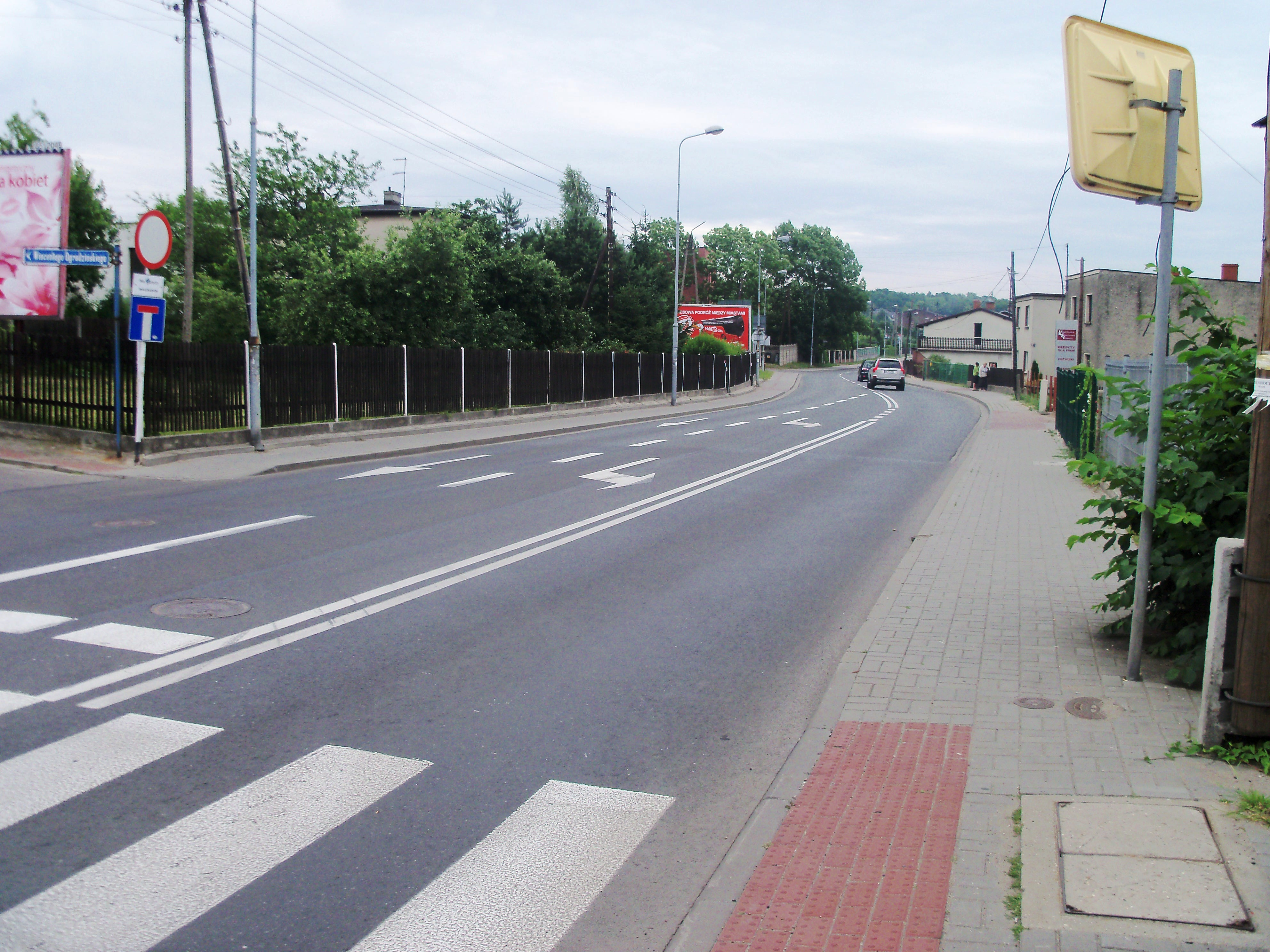
Przejście dla pieszych na ulicy Szarych Szeregów przy skrzyżowaniu z ul. Wincentego Ogrodzińskiego

Przebieg ulicy ukształtował się w XVII i XVIII wieku; wzdłuż niej wznoszono pierwsze budynki. W budynku na rogu ul. Szarych Szeregów i ul. Tadeusza Boya-Żeleńskiego do 1975 roku znajdował się Urząd Miasta Kostuchna.
Droga ma długość 3 850 m i powierzchnię 27 654 m², posiada klasę ulicy zbiorczej; pod nią zlokalizowany jest wodociąg o średnicy 160 mm. Obszar znajdujący się wzdłuż ulicy Szarych Szeregów i ulicy Tadeusza Boya-Żeleńskiego wraz z przyległymi ulicami do linii kolejowej Tychy – Kostuchna – Murcki stanowią tereny zabudowy mieszkaniowej mieszanej oraz wielorodzinnej z usługami – nowe osiedle u zbiegu ulic Szarych Szeregów i Armii Krajowej oraz w pobliżu skrzyżowania ulicy Szarych Szeregów z ulicą T. Boya-Żeleńskiego
Ulicę przecinają Szlak Ochojski, Szlak Historii Górnictwa Górnośląskiego i trasa rowerowa nr 1. Kursują nią autobusy na zlecenie Zarządu Transportu Metropolitalnego. W pobliżu skrzyżowania ulic Pawła Kołodzieja, Tartacznej i Szarych Szeregów ma swoje źródła Rów Murckowski.
W czasach Polski Ludowej ulica nosiła nazwę Jana Brzozy. Do lat 90. XX w. przy ul. Szarych Szeregów 37 istniał budynek starej szkoły, wzniesiony w latach 1895–1896.

## Obiekty zabytkowe

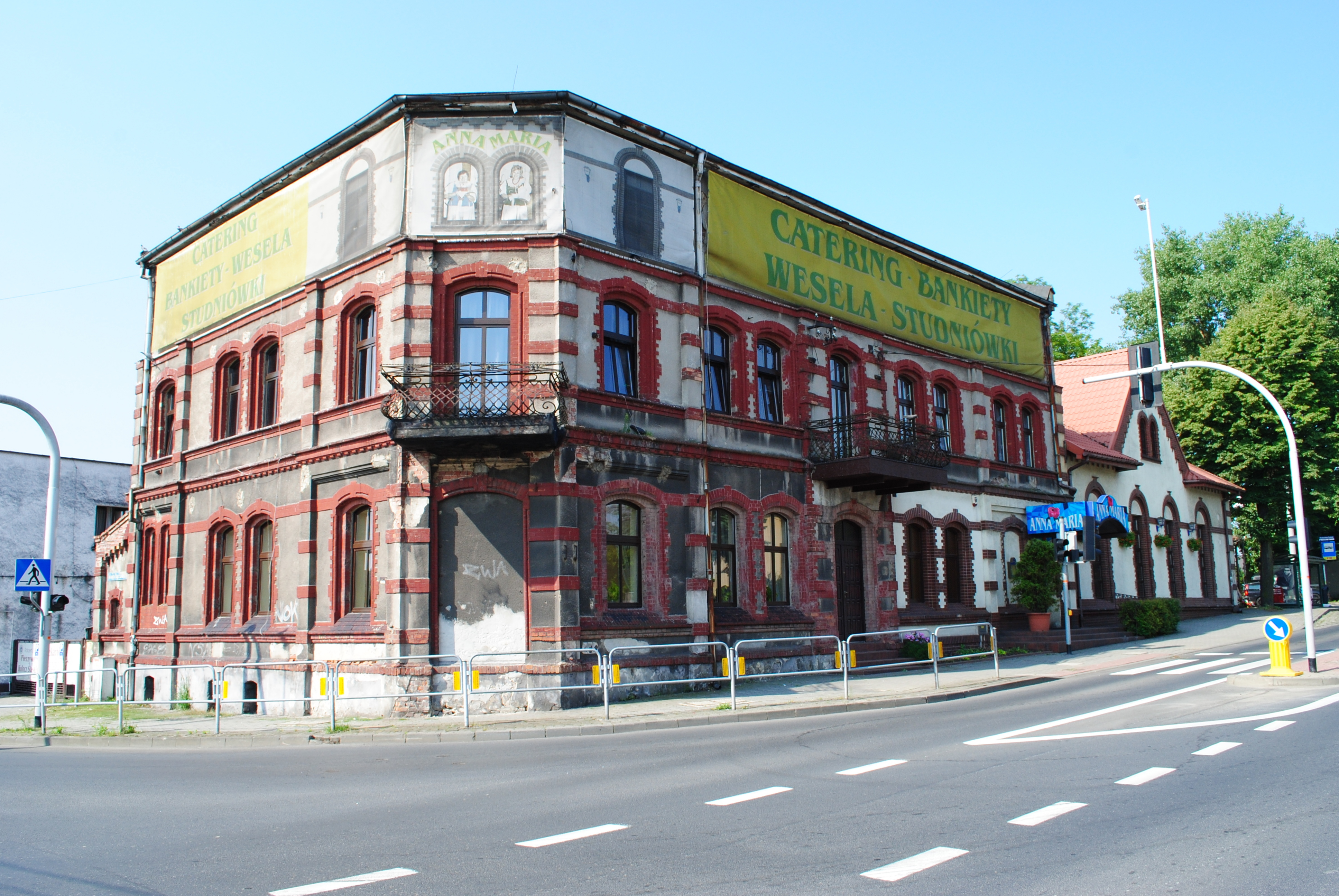
Trójkondygnacyjna kamienica narożna (ul. Szarych Szeregów 42)

Przy ulicy Szarych Szeregów znajdują się następujące obiekty, objęte ochroną konserwatorską:
- krzyż na rogu ulicy Armii Krajowej i ulicy Szarych Szeregów; wybudowany w XIX wieku; w czasie II wojny światowej hitlerowcy zniszczyli znajdujący się obok krzyża postument po byłym pomniku powstańców śląskich; w 1946 roku krzyż odnowiono, a w 1999 roku zastąpiono go nowym (po drugiej stronie ulicy Szarych Szeregów)[9];
- figura przydrożna (ul. Szarych Szeregów 13); wzniesiona w 1932 roku[10];
- dom mieszkalny (ul. Szarych Szeregów 19); wzniesiony w drugiej połowie XIX wieku;
- dom mieszkalny (ul. Szarych Szeregów 27); wzniesiony po 1901 roku;
- kopiec z kamieni z tablicą, upamiętniający miejsce z którego wyruszyli do boju 2 maja 1921 roku żołnierze drugiej kompanii drugiego batalionu 2. Pułku Pszczyńskiego Powstańców Śląskich[11];
- dom mieszkalny (ul. Szarych Szeregów 40); wzniesiony po 1901 roku[10];
- trójkondygnacyjna kamienica narożna (ul. Szarych Szeregów 42, róg z ul. Tadeusza Boya-Żeleńskiego); wzniesiona po 1901 roku[10];
- sala redutowa (ul. Szarych Szeregów 42a); wzniesiona po 1901 roku[10];
- dom mieszkalny (ul. Szarych Szeregów 44, róg z ul. Tadeusza Boya-Żeleńskiego); wzniesiony po 1901 roku[10];
- dom mieszkalny (ul. Szarych Szeregów 54); wzniesiony po 1901 roku[10];
- dom mieszkalny (ul. Szarych Szeregów 66a, róg z ul. Smugową); wzniesiony około 1930 roku[10];
- willa mieszkalna (ul. Szarych Szeregów 70); wzniesiona w 1914 roku[10];
- willa mieszkalna (ul. Szarych Szeregów 72); wzniesiona w 1925 roku[10];
- dom mieszkalny (ul. Szarych Szeregów 73); wzniesiony po 1901 roku[10];
- zabytkowy familok (ul. Szarych Szeregów 75); wzniesiony po 1901 roku[10];
- dom mieszkalny (ul. Szarych Szeregów 82, róg z ul. Łopianową); wzniesiony pod koniec XIX wieku[10];
- dom mieszkalny (ul. Szarych Szeregów 92); wzniesiony po 1901 roku[10];
- dom mieszkalny (ul. Szarych Szeregów 97); wzniesiony po 1901 roku[10].

## Instytucje
Swoją siedzibę przy ul. Szarych Szeregów mają: Ochotnicza Straż Pożarna Kostuchna (ulica Szarych Szeregów 62), przedsiębiorstwa handlowo-usługowe, wydawnictwo, biuro projektowe, Miejska Biblioteka Publiczna w Katowicach – Filia nr 27 i zakład złotniczy.